# Nécropole nationale de Champs
La nécropole nationale de Champs est un cimetière militaire datant de la Première Guerre mondiale situé sur le territoire de la commune de Champs, dans le département de l'Aisne.

## Historique
La nécropole nationale de Champs situé au lieu-dit Villette et a été créée en 1919 et aménagée en 1934-1935.

## Description
La nécropole nationale de Champs a une superficie de 1,35 ha. Elle rassemble 2 995 dépouilles de soldats français dont 2 055 sont inhumés en tombes individuelles et 940 dans deux ossuaires.
76 soldats russes, un Italien et d'un Belge sont également inhumés dans ce cimetière. En 1954, 186 corps de soldats français tués au cours de la Seconde Guerre mondiale ont été transférés dans la nécropole de Champs.

## Galerie

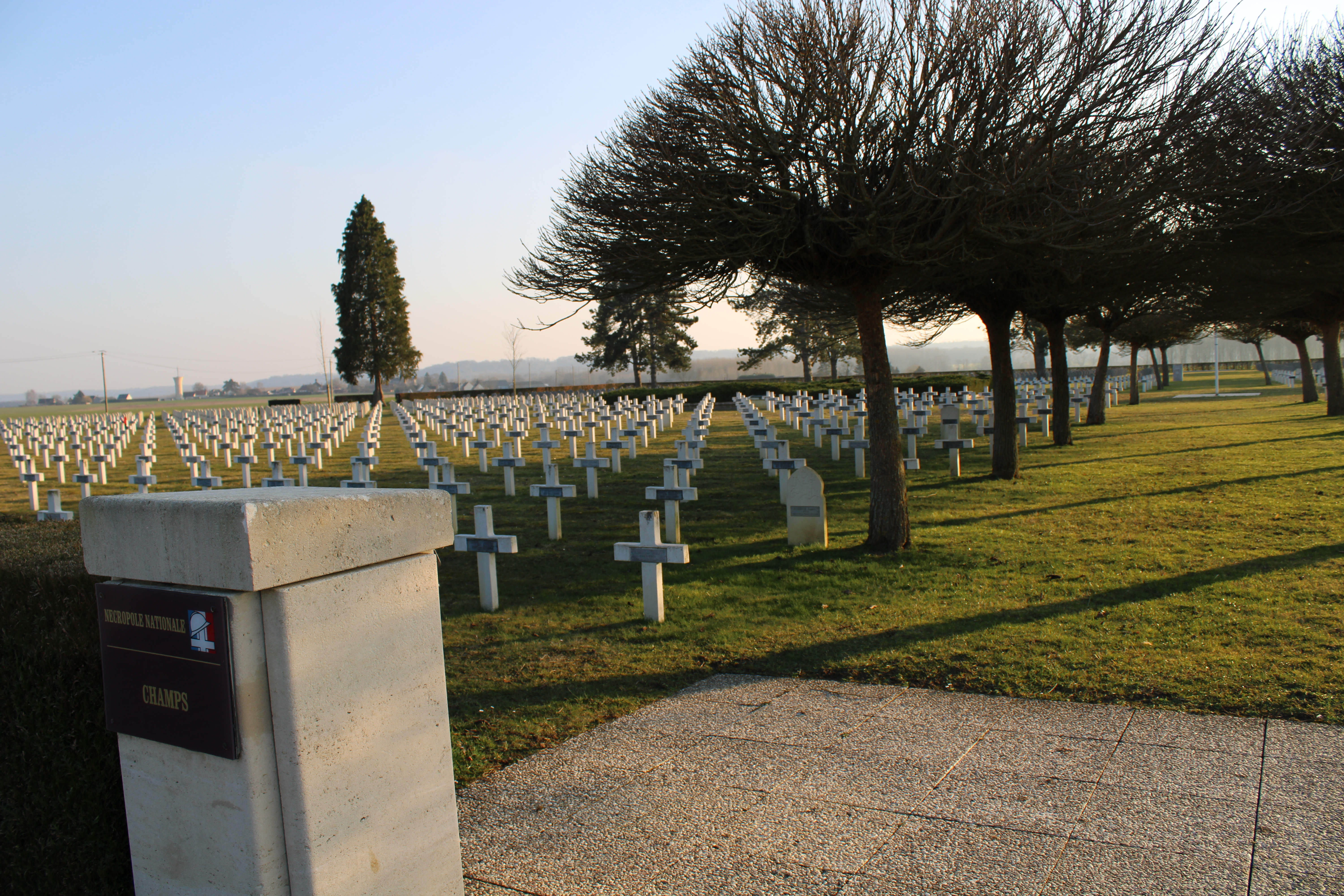
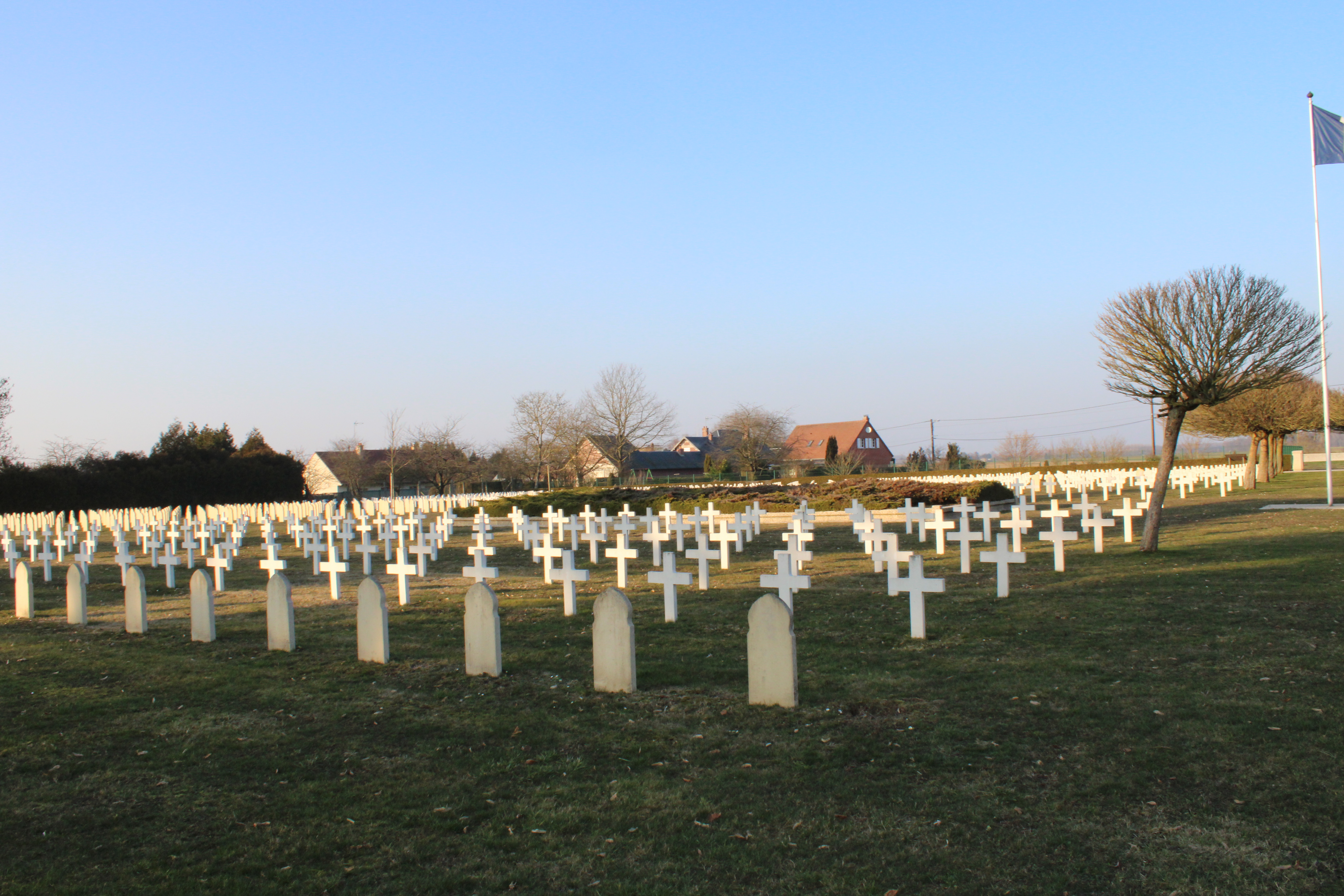
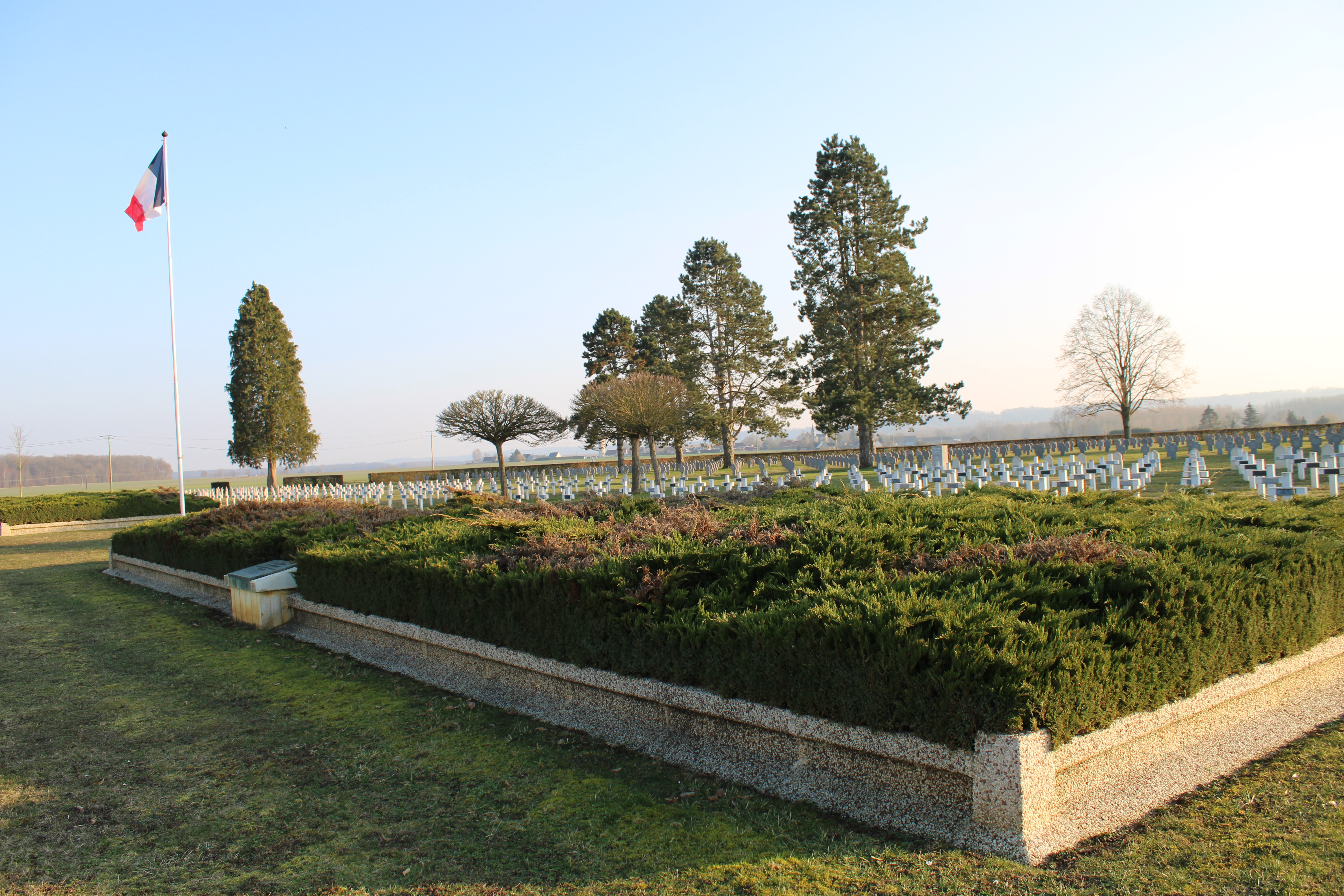
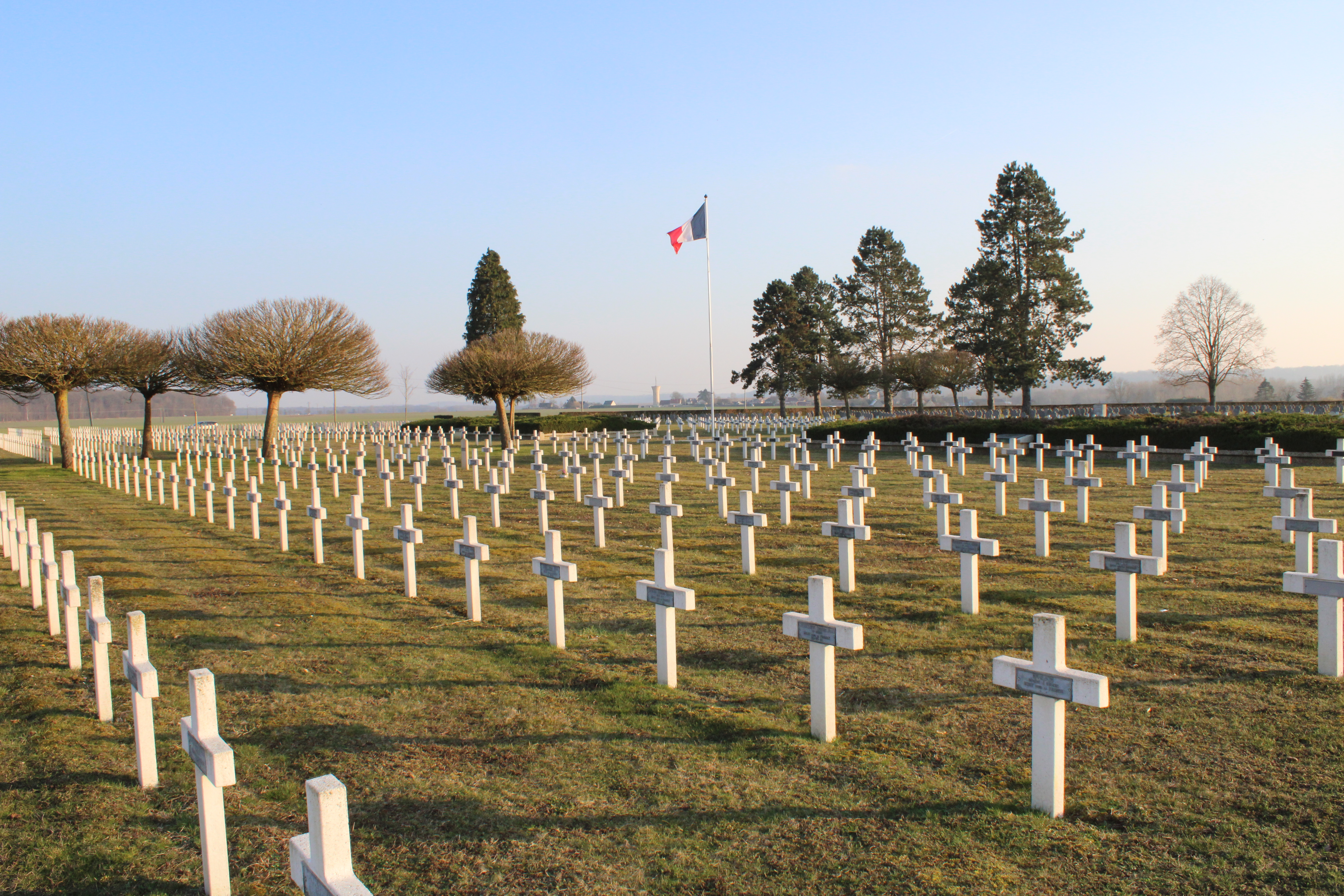
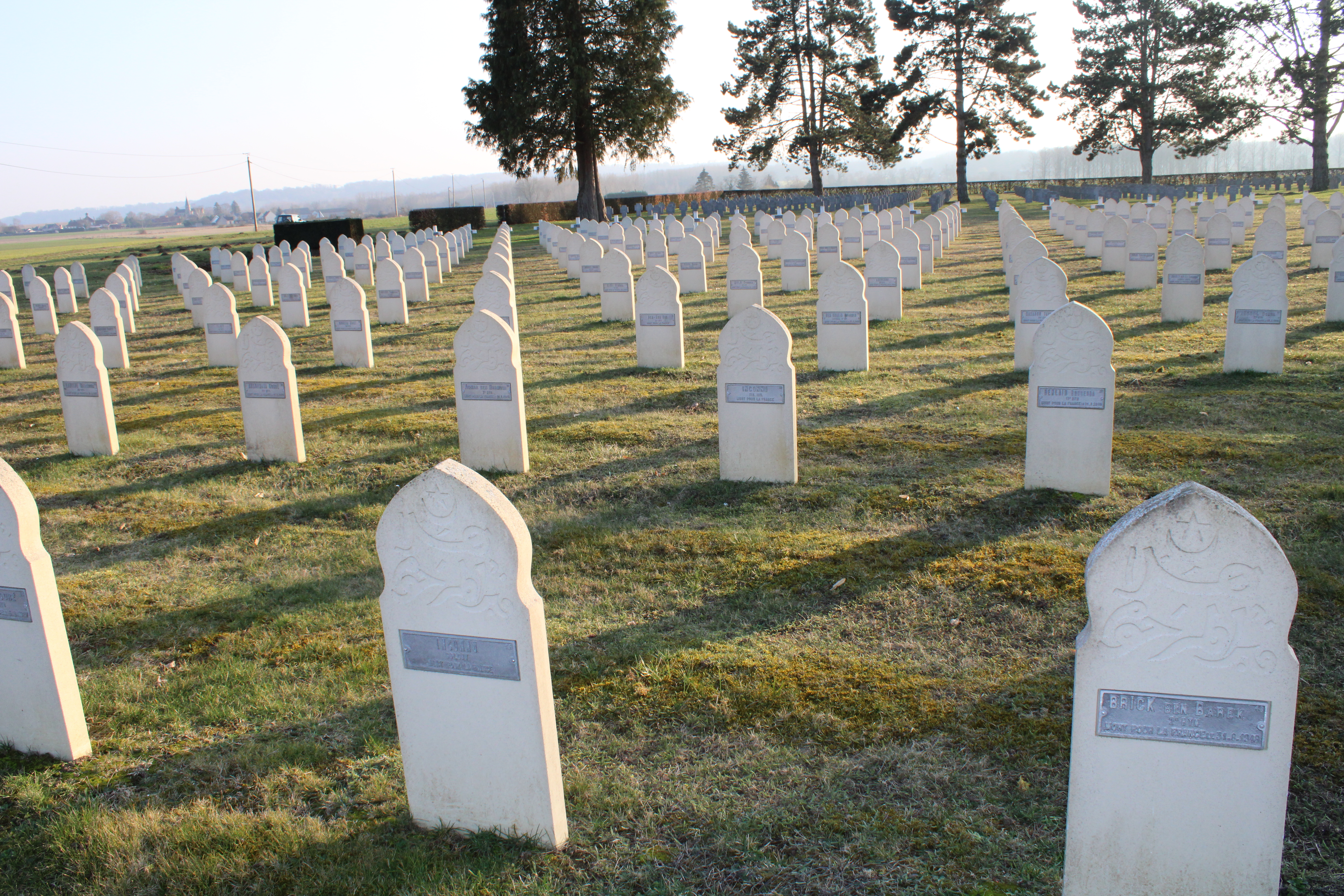